# ザ・ヴィニール・カウントダウン
ザ・ヴィニール・カウントダウン （The Vinyl Countdown）は、アメリカ合衆国のクリスチャン・ロック、リライアントKによる2001年のレコード。アメリカ合衆国では2003年8月1日。

## 収録曲

### Side A
1. "The Vinyl Countdown" – 2:35
2. "Five Iron Frenzy Is Either Dead or Dying" – 0:28

### Side B
1. "We're Nothing Without You" – 3:47
2. "Five Iron Frenzy Is Either Dead or Dying (スカ)" – 0:38